# Vrtovin
Vrtovin (in italiano in passato Vertovino) è un paese della Slovenia, insediamento (naselje) del comune di Aidussina.
La località, che si trova a 159,3 metri s.l.m. ed a 14,7 kilometri dal confine italiano, è situata nella Valle del Vipacco. È capoluogo di una delle 28 comunità locali in cui si suddivide il comune.
 
L'insediamento comprende gli agglomerati di Kocjani, Guli, Lozarji, Ostini (Guštini), Šateji, Čebuli, Črmelji.

## Geografia fisica

### Alture principali
Veliki Modrasovec, 1355 m, Kucelj, 1237 m.

### Corsi d'acqua
Vrtovinšček.

## Storia
Dopo la caduta dell'Impero romano d'Occidente, e la parentesi del Regno ostrogoto, i Longobardi si insediarono nel suo territorio, seguiti poi attorno al VI secolo da popolazioni slave. Alla caduta del Regno longobardo subentrarono quindi i Franchi; nell'887 Arnolfo, Re dei Franchi orientali, istituì la marca di Carniola; nel 957 la Carniola passò sotto l'autorità del Duca di Baviera e poi nel 976 nel Ducato di Carinzia appena costituito dall'imperatore Ottone II.

In seguito il Ducato di Carinzia passò, come ricompensa per i servigi resi all'imperatore Rodolfo I contro Ottocaro II di Boemia, a Mainardo II di Tirolo-Gorizia; il suo territorio entrò quindi nella Contea di Gorizia e in seguito, nel 1500 passando alla Casa d’Asburgo, della Contea di Gorizia e Gradisca.

Con il trattato di Schönbrunn (1809) entrò a far parte delle Province Illiriche.

Col Congresso di Vienna nel 1815 rientrò in mano austriaca divenendo comune autonomo della ricostituita Contea di Gorizia e Gradisca (a sua volta inclusa dapprima nel Regno d'Illiria e poi dal 1849 nel Litorale austriaco). In questo periodo la località era nota con il toponimo italiano di Vertovino e con quello sloveno di Vrtovin. Dal punto di vista amministrativo era inquadrata nel distretto giudiziario di Aidussina e in quello politico di Gorizia.
Nel 1920, in seguito alla prima guerra mondiale e al Trattato di Rapallo, il comune entrò a far parte del Regno d'Italia, venendo inquadrato nel 1923 nel Circondario di Gorizia della Provincia del Friuli e passando poi nel 1927 alla ricostituita Provincia di Gorizia. Come comune autonomo mantenne la medesima circoscrizione territoriale che in epoca asburgica, includendo le frazioni di Losari (Lozarji) e Sebuli (Čebulji). Fu comune autonomo fino al 1927 quando fu soppresso e aggregato a Cernizza Goriziana.
Nel 1947, in seguito alla seconda guerra mondiale e ai Trattati di Parigi, passò alla Jugoslavia, entrando a far parte nel corso del secondo dopoguerra del comune di Aidussina. Dal 1991 fa parte della Slovenia.